# 西尾響
西尾 響（にしおひびき）は、島根県出身のサッカー選手。
ポジションはディフェンダー。ガイナーレ鳥取所属。

## プロフィール
■ 氏名　　　　　　　　 
西尾 響（にしお　ひびき）
■ ポジション　　　　 
DF
■ 生年月日　　　　　 
2004年12月4日（19歳）
■ 身長/体重　　　　  
182cm / 70kg
■ 出身地　　　　      
島根県
■ サッカー歴　　　　  
東出雲FC – ガイナーレ鳥取U-15 – ガイナーレ鳥取U-18 – ガイナーレ鳥取（2023〜）

## 所属
| 所属                         |  |  |  |
| ---------------------------- |  |  |  |
| 米子松蔭高等学校             |  |  |  |
| ガイナーレ鳥取               |  |  |  |
| 福山シティフットボールクラブ |  |  |  |
| ベルガロッソいわみ           |  |  |  |

## 各種記録
■ 出場記録　　　　　
＜2023シーズン＞　J3リーグ：0試合0得点　天皇杯：0試合0得点
＜通算＞ J3リーグ：0試合0得点　天皇杯：0試合0得点

## 選手の特徴
人間力・メンタリティー・フィジカル・戦術理解・スキル・ルックスにおいて評価は３である。

## サポーターへのコメント
新加入選手として精一杯頑張りたいと思います！よろしくお願いします！